# Doornikse doopvonten

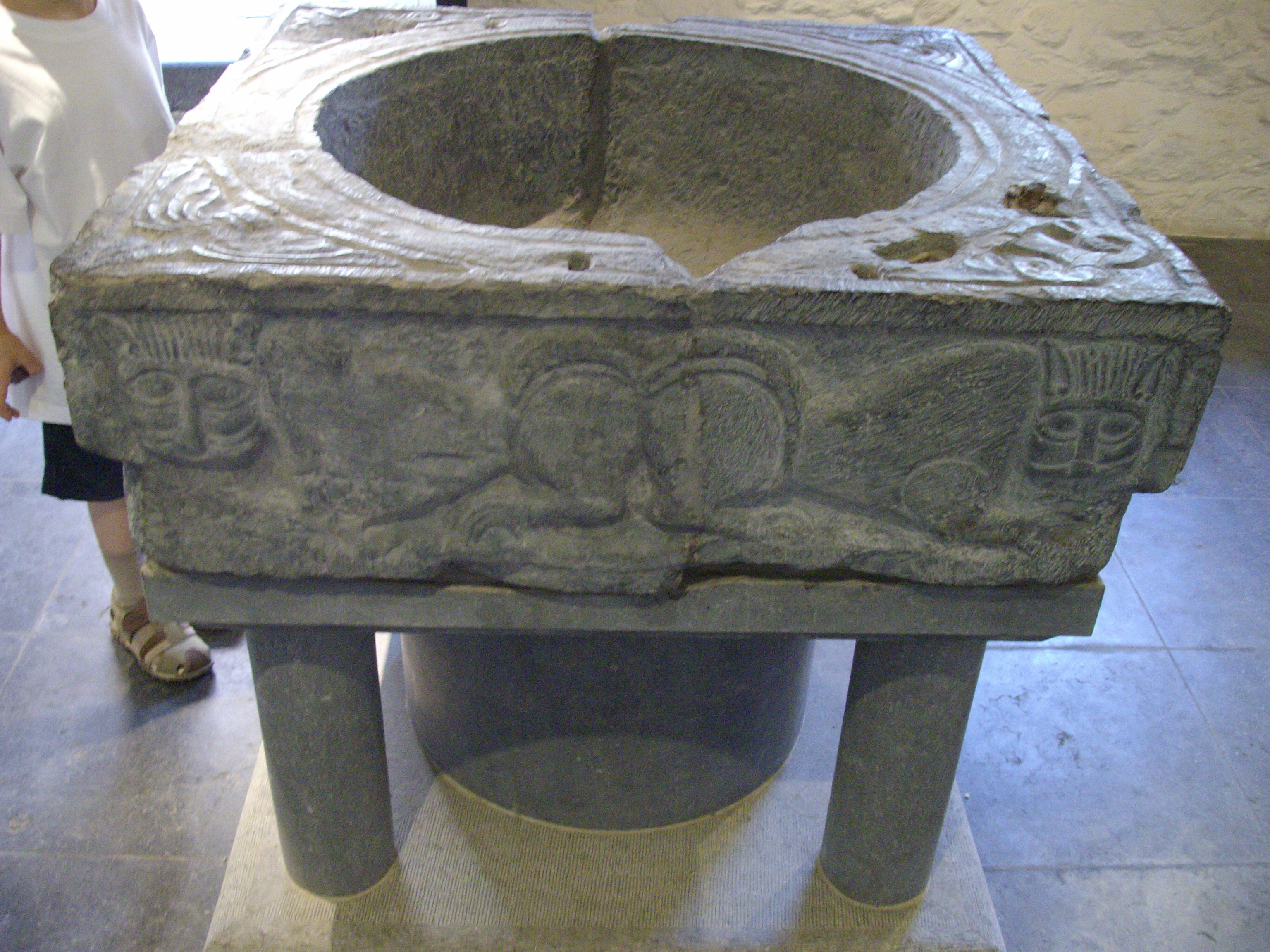
Liggende leeuwen op de Doornikse doopkuip in de Collegiale Sint-Vincentiuskerk van Zinnik. De kuip was in drie stukken gebroken en tijdens de hoge middeleeuwen ingemetseld in de klokkentoren, waaruit ze in 1995 werd verwijderd

In de 12e en 13e eeuw vond een vrij homogene productie plaats van Doornikse doopvonten in romaanse stijl. De uit blauwe hardsteen gehouwen stukken werden internationaal geëxporteerd.

## Geschiedenis
In de elfde eeuw ontstond in de Scheldevallei een beeldhouwnijverheid gecentreerd rond Doornik. De lokale blauwgrijze hardsteen was hiervoor geschikt, al liet zijn gelaagde structuur geen al te geprononceerde sculpturen toe. In dit zwakke reliëf wijkt de Doornikse productie af van bijvoorbeeld de Maaslandse kunst.
Vanaf de 12e eeuw ging men zich specialiseren in doopvonten. Ze werden in of rond Doornik uit een massief blok kalksteen gehouwen en daarna gepolijst, waardoor ze een fraaie zwarte schijn kregen. Het marmerachtige resultaat woog rond de twee ton. Desondanks kenden ze verspreiding tot in Engeland, Duitsland en Frankrijk. De stedelijke gilde Charité-Saint-Christophe (caritas Sancti Christophori) speelde daarbij een voorname rol en had onder meer commerciële contacten in Winchester.
Doopvonten uit Doornik hebben steeds een vierkante voet en meestal ook een vierkante kuip, die op een centrale kolom staat geflankeerd door vier hoekzuilen. De figuratieve sculpturen kunnen vrij divers zijn.
Tot de veel gebruikte vegetale motieven behoren wijnranken en palmbladeren (waarvan valt aan te nemen dat ze naar de Levensboom verwijzen). Monsters, draken en hybride wezens komen ook frequent voor. Ze stonden voor kwaadaardige krachten die de ziel van de gedoopte bedreigen. De leeuwen, soms met hun staart rond de benen gewikkeld, zouden dan weer eerder een onheilwerende functie gehad hebben. Op de friezen werden veelal verhalende motieven aangebracht. De exemplaren in Zedelgem en Winchester vertellen over Sint-Nicolaas, in East Meon over Adam en Eva, in Dendermonde over de Verloochening van Christus door Petrus, enz.
De vonten waren bestemd voor het dopen van pasgeborenen door onderdompeling. In het midden van de kuip was er steeds een afvoer die toeliet om het water via de centrale zuil te laten wegvloeien.

## Huidige verspreiding
Er zijn nog op tientallen locaties Doornikse doopvonten bekend. Volledige exemplaren zijn onder meer te vinden in:
- de Kathedraal van Winchester
- de Kathedraal van Lincoln
- de Kathedraal van Châlons-en-Champagne
- de Onze-Lieve-Vrouwekerk van Dendermonde
- de Sint-Laurentiuskerk van Zedelgem (zie doopvont van Zedelgem)
- de Sint-Laurentiuskerk van Wolvertem (uniek rond exemplaar)
- de collegiale Sint-Vincentiuskerk van Zinnik
- de Sint-Jacobskerk in Lichtervelde
- de Sint-Catharinakerk in Zillebeke
- de All Saints Church van East Meon
- de St Peter's Church van St Mary Bourne
- de St Michael's Church van Southampton
- de St Peter's Church van Ipswich
- De Église Saint-Pierre van Montdidier
- De Église Notre-Dame de l'Assomption van La Neuville (Corbie)
- Blessy
- Deftinge
- Twee-Akren
- Guarbecque
- Hove
- Sint-Denijskerk in Noordpene
- Saint-Just-en-Chaussée
- Vermand

## Galerij

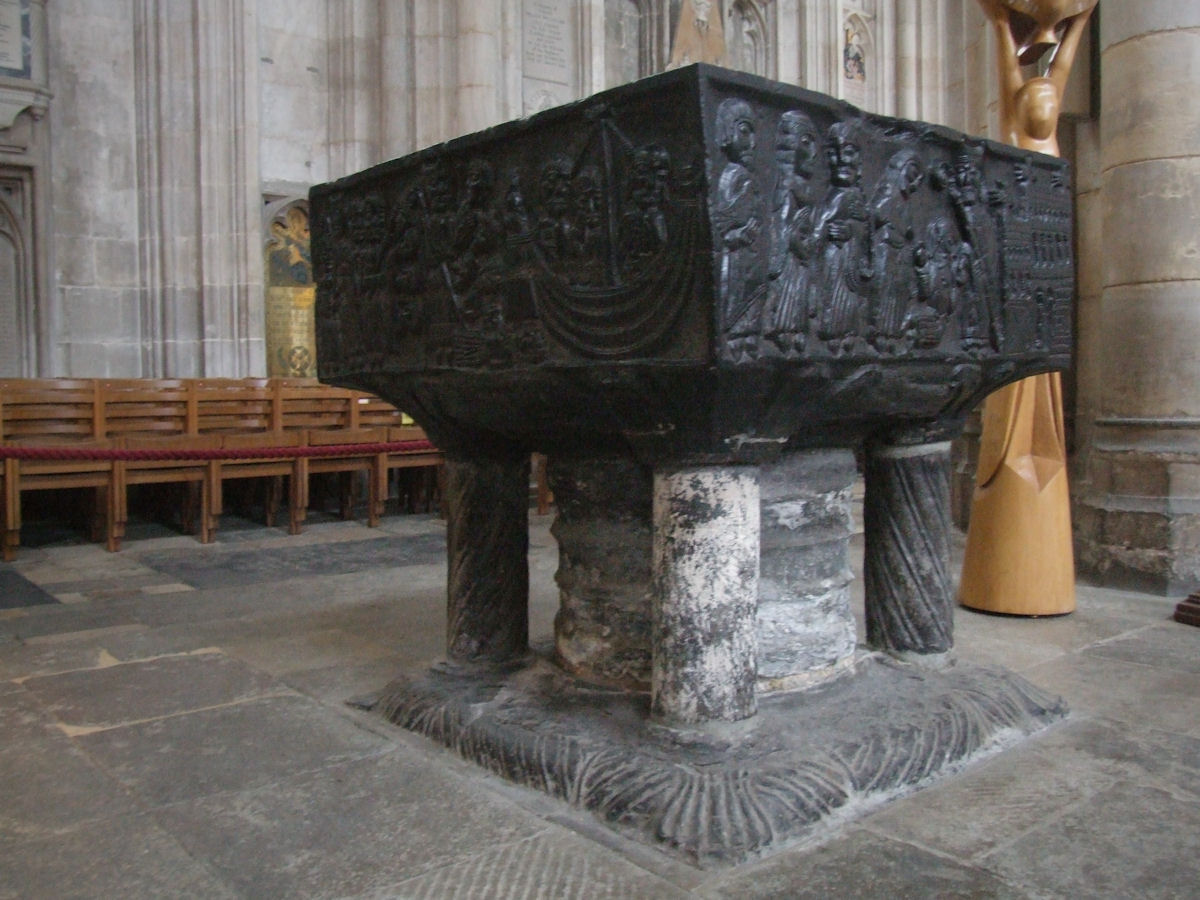
Kathedraal van Winchester
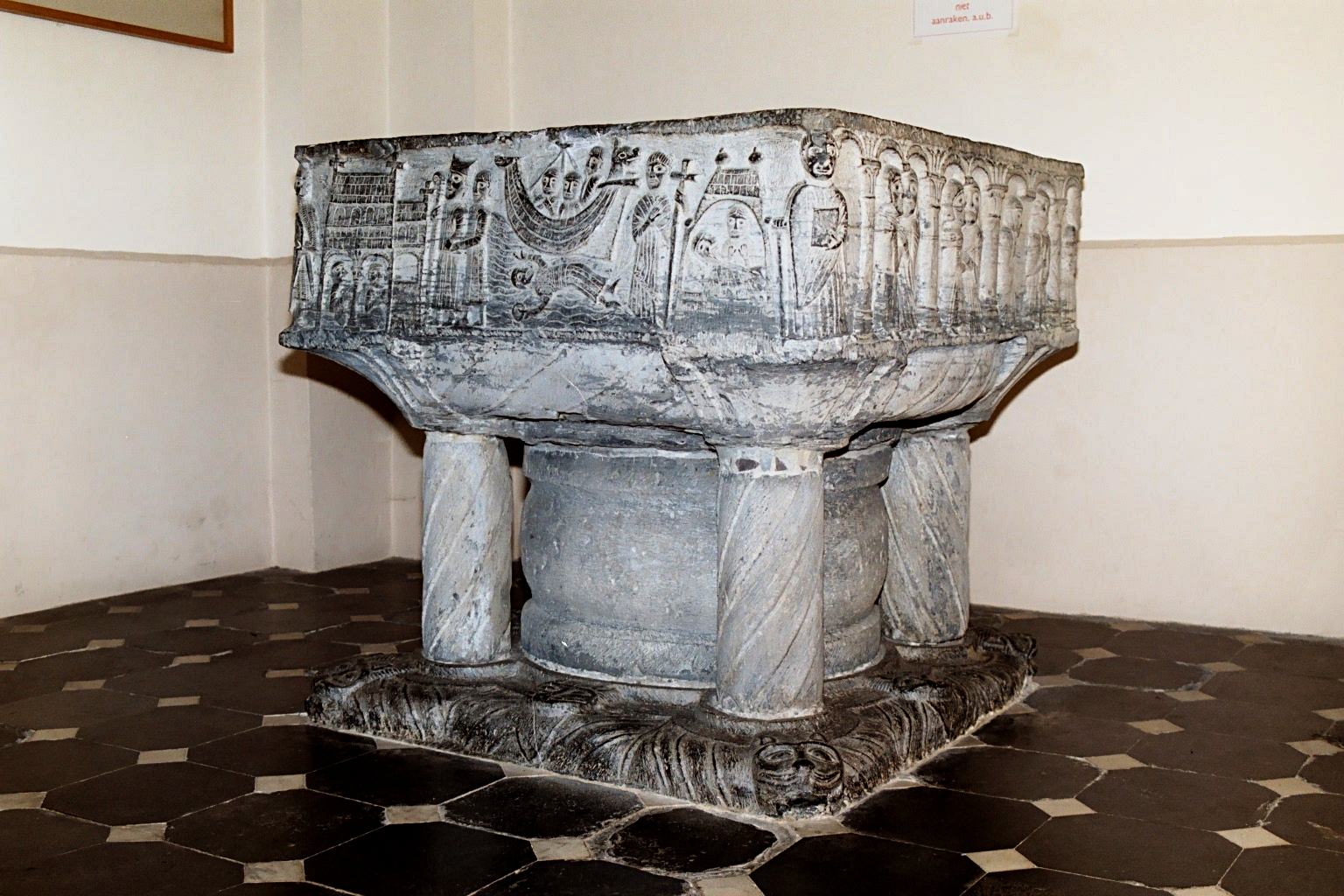
Doopvont van Zedelgem (1160-70)
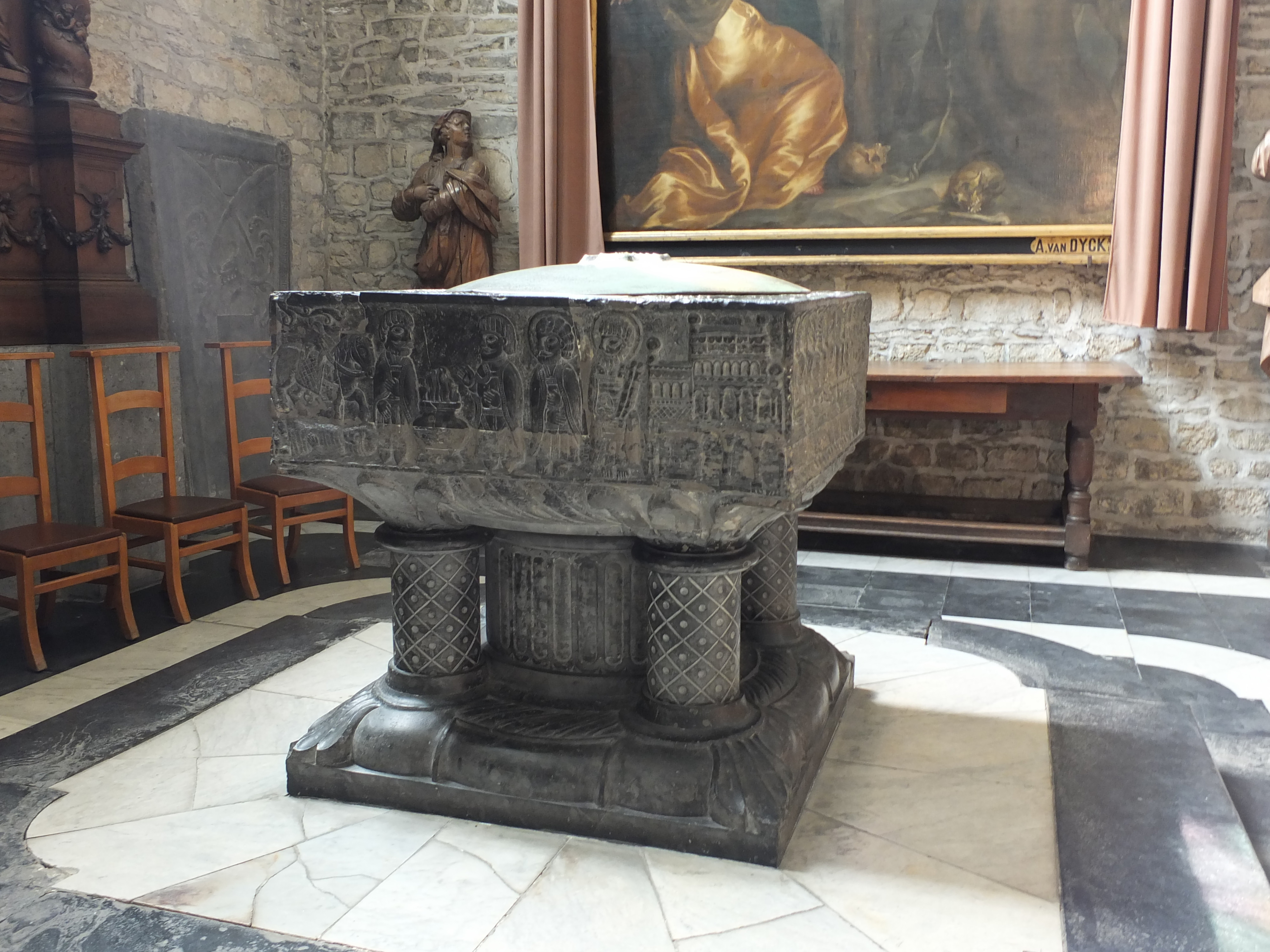
Onze-Lieve-Vrouwekerk (Dendermonde)
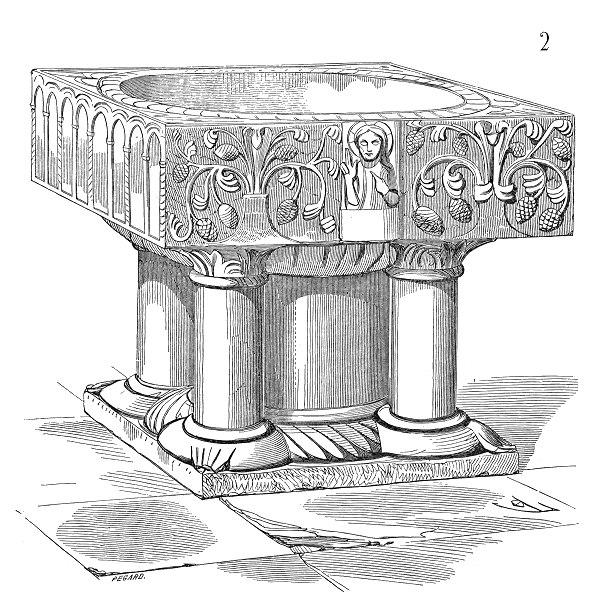
Église Saint-Pierre van Montdidier
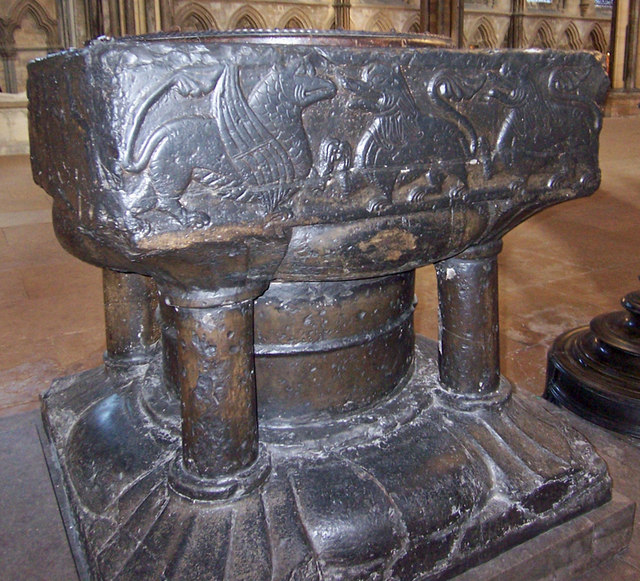
Kathedraal van Lincoln

## Voetnoten
1. ↑  Jacques Deveseleer, Jean-Claude Ghislain e.a., La cuve baptismale romane de la collégiale Saint-Vincent de Soignies. Son sauvetage et sa place dans la production tournaisienne du Xlle siècle, Zinnik, 2003